# Ві Кім Ві
Ві Кім Ві (кит.: 黃金輝; 4 листопада 1915, Сингапур — 2 травня 2005, Сингапур) — сингапурський державний і політичний діяч, журналіст, дипломат, президент міста-держави Сингапур (1985—1993).

## Життєпис
Народився в китайській сім'ї. Батько помер, коли йому було вісім років. Закінчив державну школу Ортам і престижний Raffles Institution. З юності працював в якості співробітника газети The Straits Times, пізніше став репортером висвітлюють, в основному, політичні події.
У 1941—1950 рр. — співробітник United Press International, головний кореспондент по Сингапуру. У 1959 році повернувся до The Straits Times, і став заступником головного редактора, пізніше — головним редактором. У 1973 році — президент Сингапурського прес-клубу.
У 1973 році залишив журналістику і перейшов на дипломатичну службу. Був призначений Верховним комісаром у Малайзії, посаду яку займав протягом семи років.
Потім, відправлений послом до Японії (1980—1984). У 1981—1984 роках — посол в Республіці Корея.
Після завершення дипломатичної місії у 1984 році був призначений головою Сингапурської мовної корпорації.
З 2 вересня 1985 до 1 вересня 1993 року — Президент Сінгапуру, обраний Законодавчими зборами. Став першим президентом країни китайського походження. Обіймав посаду протягом двох термінів, користуючись великою популярністю у суспільстві.
Після відставки з посади президента з 1986 року працював мировим суддею. За великий внесок у розвиток Університету Сингапуру в 1994 році був удостоєний звання почесного доктора літератури Національного університету Сингапуру, з 1985 до 1993 року був його канцлером.
У 2004 році опублікував книгу спогадів під назвою «Погляди і роздуми» («Glimpses and Reflections»). Меценат. Пожертвував півмільйона сингапурських доларів восьми благодійним організаціям.
У приватному житті був активним спортсменом і спортивним чиновником. У 1934 році заснував секцію бадмінтону, в 1937 році був чемпіоном серед юніорів в цьому виді спорту. Президент Сингапурської асоціації бадмінтону і віце-президент Асоціації малого бадмінтону.
Помер 2 травня 2005 року від онкологічного захворювання.

## Сім'я
- Дружина — Ко Сок Хіонг,
- Діти — мав одного сина та шість доньок.

## Нагороди та відзнаки
- Лицар Великого хреста Ордена Лазні
- Королівський сімейний орден корони Брунею 1 класу (Royal Family Order of Laila Utama)
- Орден Темасек
- Медаль «Зірка державної служби» (1973)
- Почесна медаль за службу (1963)
- Почесний доктор літератури Національного університету Сингапуру (1994)
- Спеціальна премія за відмінну службу в журналістиці Сингапурського прес-клубу (1996)
- Премія за видатні заслуги Скаутського комітету Азіатсько-Тихоокеанського регіону (1998)